# Rajat Kapoor
Rajat Kapoor (en hindi रजत कपूर, nascut l'11 de febrer de 1961) és un actor, guionista i director de cinema indi que treballa a pel·lícules en hindi. Kapoor va néixer a Delhi, Índia. Al principi es va centrar principalment en la interpretació. El 2013 es va unir al grup de teatre Chingari a Delhi, després es va traslladar a Pune per assistir al Film and Television Institute of India (FTII).

## Carrera
Kapoor va començar a Parallel Cinema fent el seu debut el 1989 a la pel·lícula Khayal Gatha de Kumar Shahani. Quan va tenir problemes per trobar feina com a actor a la dècada de 1990, Kapoor va començar a escriure i dirigir curts. Va fer el seu debut com a director de llargmetratges amb Private Detective: Two Plus Two Plus One (1997), que va comptar amb Irrfan Khan i Naseeruddin Shah en papers menors. L'any 2001, Kapoor va aconseguir la seva gran incursió popular Dil Chahta Hai, protagonitzada per Aamir Khan, com a oncle del personatge de Preity Zinta. Va rebre atenció internacional a Les noces del monsó de Mira Nair en la que va interpretar un oncle abusiu. Des de llavors, ha escrit, dirigit i aparegut en moltes pel·lícules aclamades per la crítica, com ara Corporate, Bheja Fry, i també com a Muhammad Ali Jinnah en una pel·lícula de televisió britànica The Last Days of the Raj el 2007. El 2003, va escriure i dirigir la pel·lícula independent Raghu Romeo que va finançat enviant sol·licituds de diners per correu electrònic als seus amics. Tot i que no va ser un èxit de taquilla, la pel·lícula va guanyar el National Film Award a la millor pel·lícula en hindi. Aleshores, Kapoor va dirigir i protagonitzar Mixed Doubles, una pel·lícula que tracta sobre l'intercanvi de parelles a la Mumbai contemporània. El 2008 va dirigir un èxit sorpresa anomenat Mithya. Molts crítics internacionals la consideren una de les més grans comèdia negra de tots els temps, un gènere poc explorat. També va ser nominat a la millor interpretació d'un actor per Siddharth: The Prisoner als Asia Pacific Screen Awards de 2008. L'any 2010, també ha protagonitzat una pel·lícula bengalí Iti Mrinalini al costat de Konkona Sen dirigida per l'aclamat escriptor de cinema bengalí Aparna Sen. Kapoor col·labora sovint amb els actors Vinay Pathak i Ranvir Shorey.
A part de les pel·lícules, Kapoor acull el programa de xat trisetmanal Lounge emès per NDTV Good Times. També va treballar en programes de televisió, incloent Rishtey que es va emetre a Zee TV, a l'episodi 'Milan'. Cansat d'exposar les seves històries als inversors, Kapoor va contactar amb el seu amic Chet Jainn, fundador de la plataforma de crowdfunding goCrowdera.com per recaptar fons inicials per a la seva propera pel·lícula anomenada "RkRkay". La campanya de micromecenatge per "RkRkay" va ser un èxit i va recaptar un total de ₹35,00,000.
L'octubre de 2018, Kapoor va ser acusat d'assetjament sexual per part de dues dones durant el moviment Me Too, després del qual es va disculpar. La seva pel·lícula Kadakh va ser retirada del 20è Festival de Cinema de la MAMI a causa de les acusacions. La pel·lícula es va estrenar el 2020.
Ha treballat a Scam 1992 com a oficial investigador.

## Vida personal
Kapoor es va casar amb Meenal Agarwal, fotògrafa i dissenyadora de producció el 1996 i té dos fills, una filla Rabia i un fill Vivan.

## Premis i reconeixements
Kapoor ha guanyat tres vegades els National Award, primer pel seu documental curt de 26 minuts, Tarana, després pel seu curt, Hypnothesis, i després per Raghu Romeo a la secció Millor llargmetratge en hindi.

## Filmografia

### Cinema
| Any  | Pel·lícula                               | Funció   | Funció    | Funció    | Funció | Funció                               | Notes |
| Any  | Pel·lícula                               | Director | Productor | Guionista | Actor  | Role                                 | Notes |
| ---- | ---------------------------------------- | -------- | --------- | --------- | ------ | ------------------------------------ | --- |
| 1989 | Khayal Gatha                             |          |           |           | Sí     | Diversos personatges                 | Filmfare Award a la millor pel·lícula (Critics) Estrenada al Festival Internacional de Cinema de Rotterdam                                                     |
| 1994 | Tarana                                   | Sí       |           |           |        |                                      | National Film Award al millor curtmetratge de ficció National Film Award a la millor fotografia                                                                |
| 1996 | Hypnothesis                              | Sí       |           |           |        |                                      | National Film Award al millor curtmetratge de ficció |
| 1997 | Private Detective: Two Plus Two Plus One | Sí       |           | Sí        |        |                                      | |
| 2001 | Dil Chahta Hai                           |          |           |           | Sí     | Mahesh                               | |
| 2001 | Les noces del monsó                      |          |           |           | Sí     | Tej Puri                             | |
| 2003 | Raghu Romeo                              | Sí       |           | Sí        |        |                                      | National Film Award al millor llargmetratge en hindi |
| 2003 | Mudda: The Issue                         |          |           |           | Sí     | Harphool Singh                       | |
| 2004 | Tum                                      |          |           |           | Sí     | Vinod Gupta                          | |
| 2005 | Dhadkanein                               |          |           |           | Sí     |                                      | |
| 2005 | Kisna: The Warrior Poet                  |          |           |           | Sí     | Príncep Raghuraj                     | |
| 2005 | Chehraa                                  |          |           |           | Sí     |                                      | |
| 2006 | Mixed Doubles                            | Sí       |           | Sí        | Sí     | Vinod                                | |
| 2006 | Corporate                                |          |           |           | Sí     | Vinay Sehgal                         | |
| 2006 | Yun Hota To Kya Hota                     |          |           |           | Sí     | Funcionari del consolat dels EUA     | |
| 2006 | Bombay Skies                             |          |           |           | Sí     | Anand                                | Curtmetratge |
| 2006 | Anuranan                                 |          |           |           | Sí     | Amit Bannerjee                       | Feta en bengalí i hindi. |
| 2007 | The Last Days of the Raj                 |          |           |           | Sí     | Muhammad Ali Jinnah                  | Telefilm |
| 2007 | Bheja Fry                                |          |           |           | Sí     | Ranjeet Thadani                      | |
| 2007 | Apna Asmaan                              |          |           |           | Sí     | Dr. Sen                              | |
| 2007 | Hamlet: The Clown Prince                 | Sí       |           |           |        |                                      | Obra |
| 2007 | Khoya Khoya Chand                        |          |           |           | Sí     | Prem Kumar                           | |
| 2008 | Mithya                                   | Sí       |           | Sí        |        |                                      | |
| 2008 | Gateway To Hollywood                     |          |           |           |        | Jutge                                | Reality Show |
| 2008 | Krazzy 4                                 |          |           |           | Sí     | Ravi K. Sanyal                       | |
| 2008 | Via Darjeeling                           |          |           |           | Sí     | Ronodeep 'Rono' Sen                  | |
| 2008 | Jaane Tu... Ya Jaane Na                  |          |           |           | Sí     | Mahesh Pariyar (pare de Meghna)      | |
| 2008 | Hulla                                    |          |           |           | Sí     | Janardhan                            | |
| 2008 | Dasvidaniya                              |          |           |           | Sí     | Rajiv Jhulka                         | |
| 2009 | I M 24                                   |          |           |           | Sí     | Shubendu Roy                         | |
| 2009 | Ek Tho Chance                            |          |           |           | Sí     |                                      | |
| 2009 | Siddharth: The Prisoner                  |          |           |           | Sí     | Siddharth Roy                        | |
| 2009 | Teree Sang                               |          |           |           | Sí     | Barrister Mohit Puri                 | |
| 2009 | Raat Gayi, Baat Gayi?                    |          | Sí        | Sí        | Sí     | Rahul Kapoor                         | |
| 2010 | Rann                                     |          |           |           | Sí     | Naveen Shankalya                     | |
| 2010 | That Girl in Yellow Boots                |          |           |           | Sí     | Home que puja a l’ascensor           | Estrenada al South Asian International Film Festival 2010 |
| 2010 | Pappu Can't Dance Saala                  |          |           |           | Sí     | Palash                               | Estrenada al South Asian International Film Festival 2010 |
| 2010 | ...And Once Again                        |          |           |           | Sí     | Rishi                                | |
| 2010 | Iti Mrinalini                            |          |           |           | Sí     | Siddhartha Sarkar                    | pel·lícula en bengalí |
| 2010 | Phas Gaye Re Obama                       |          |           |           | Sí     | Om Shastri                           | |
| 2011 | Jo Dooba So Paar: It's Love In Bihar!    |          |           |           | Sí     | Superintendent de policia            | |
| 2011 | Nothing Like Lear                        | Sí       |           |           |        |                                      | Play |
| 2012 | Agent Vinod                              |          |           |           | Sí     | Cap de l'ISI Lt-Gen Iftekhar Ahmed   | |
| 2012 | Fatso!                                   | Sí       | Sí        |           |        |                                      | |
| 2012 | The Owner                                |          | Sí        |           |        |                                      | |
| 2012 | 10ml LOVE                                |          |           |           | Sí     | Ghalib                               | |
| 2012 | Midnight's Children                      |          |           |           | Sí     | Aadam Aziz                           | |
| 2013 | Carpet Boy                               |          |           |           | Sí     | Ehsaan Khan                          | |
| 2014 | Ankhon Dekhi                             | Sí       |           | Sí        | Sí     | Rishi                                | Guanyador – Star Screen Award a la millor història Guanyador - Filmfare Award a la millor història Guanyador - Filmfare Award a la millor pel·lícula (Critics) |
| 2015 | Drishyam                                 |          |           |           | Sí     | Mahesh Deshmukh, IGP Meera's Husband | |
| 2015 | X: Past Is Present                       |          |           |           | Sí     | K                                    | |
| 2016 | Kapoor & Sons                            |          |           |           | Sí     | Harsh Kapoor                         | Nominadad - Filmfare Award al millor actor secundari |
| 2016 | Mantra                                   |          |           |           | Sí     | Kapil Kapoor                         | |
| 2017 | Rat Race - Ek Andhi Daud                 |          |           |           | Sí     | Akhil                                | Short |
| 2018 | Pari                                     |          |           |           | Sí     | Professor Quasim Aali                | [ 14 ] |
| 2018 | Mulk                                     |          |           |           | Sí     | Danish Javed                         | |
| 2020 | Kadakh                                   | Sí       | Sí        |           | Sí     | Autor Rahul                          | |
| 2022 | Gehraiyaan                               |          |           |           | Sí     | Jitesh                               | |
| 2022 | Drishyam 2                               |          |           |           | Sí     | Mahesh Deshmukh, marit de Meera      | Filming complete |
| 2022 | RK/RKay                                  | Sí       |           | Sí        | Sí     | RK i Mahboob                         | |

### Televisió
| Any       | Títol                          | Rol                     | Idioma  | Platforma      |
| --------- | ------------------------------ | ----------------------- | ------- | -------------- |
| 1994-1998 | Junoon                         | Pappu                   | Hindi   | Doordarshan    |
| 1999-2000 | Gubbare                        | Sharad                  | HIndi   | Zee TV         |
| 2000-2003 | Gharwali Uparwali (un episodi) | Advertising Agency Boss | Hindi   | Star Plus      |
| 2005      | C.I.D (dos episodis)           | Tanuj                   | Hindi   | Sony TV        |
| 2014-2015 | Everest                        | Ramesh Rungta           | Hindi   | Star Plus      |
| 2017-2019 | The Good Karma Hospital        | Amit Nambeesan          | English | ITV            |
| 2020      | Code M                         | Col. Suryaveer Chauhan  | Hindi   | ALTBalaji/Zee5 |
| 2020      | Shobdo Jobdo                   | Sougata                 | Bengali | Hoichoi        |
| 2020      | Scam 1992                      | K Madhavan              | Hindi   | SonyLIV        |
| 2021      | Call My Agent: Bollywood       | Montie Bahl             | Hindi   | Netflix        |